# توني شميت
توني شميت (بالألمانية: Tony Schmidt)‏ (و. 1988  م) هو لاعب كرة قدم، من ألمانيا، ولد في درسدن، يلعب كلاعب وسط.

## روابط خارجية
- توني شميت على موقع قاعدة بيانات كرة القدم.إي يو (الإنجليزية)
- توني شميت على موقع بيانات كرة القدم. دي إي (الألمانية)
- توني شميت على موقع Soccerway.com (الإنجليزية)
- توني شميت على موقع عالم كرة القدم.نت (الإنجليزية)